# Heinhausen
Heinhausen ist eine Hofschaft in Hückeswagen im Oberbergischen Kreis im Regierungsbezirk Köln in Nordrhein-Westfalen (Deutschland).

## Lage und Beschreibung
Heinhausen liegt im nordöstlichen Hückeswagen nahe der Bevertalsperre an der Kreisstraße K11.
Weitere Nachbarorte sind Herweg, Zipshausen, Neuenherweg, Eckenhausen, Siepersbever, Niederdahlhausen, Linde und Funkenhausen. Abgegangen sind Oberdahlhausen und Brechen.

## Geschichte
1494 wurde der Ort das erste Mal in Kirchenrechnungen urkundlich erwähnt. Die Schreibweise der Erstnennung lautete (Hans) Heye. Die Karte Topographia Ducatus Montani aus dem Jahre 1715 zeigt den Hof als Heienhusen. Im 18. Jahrhundert gehörte der Ort zum bergischen Amt Bornefeld-Hückeswagen.
1815/16 lebten 23 Einwohner im Ort. 1832 gehörte Heinhausen unter dem Namen Heimhausen der Herdingsfelder Honschaft an, die ein Teil der Hückeswagener Außenbürgerschaft innerhalb der Bürgermeisterei Hückeswagen war. Der laut der Statistik und Topographie des Regierungsbezirks Düsseldorf als Weiler kategorisierte Ort besaß zu dieser Zeit ein Wohnhaus und zwei landwirtschaftliche Gebäude. Zu dieser Zeit lebten 12 Einwohner im Ort, allesamt evangelischen Glaubens.
Im Gemeindelexikon für die Provinz Rheinland werden 1885 zwei Wohnhäuser mit zehn Einwohnern angegeben. Der Ort gehörte zu dieser Zeit zur Landgemeinde Neuhückeswagen innerhalb des Kreises Lennep. 1895 besitzt der Ort zwei Wohnhäuser mit 13 Einwohnern, 1905 zwei Wohnhäuser und 13 Einwohner.

## Wander- und Radwege
Folgende Wanderwege führen am Ort vorbei:
- Der Hückeswagener Ortsrundwanderweg A3 (Frohnhauser Bachtal)
- Der Radevormwalder Ortsrundwanderweg A2 (Hölterhof)

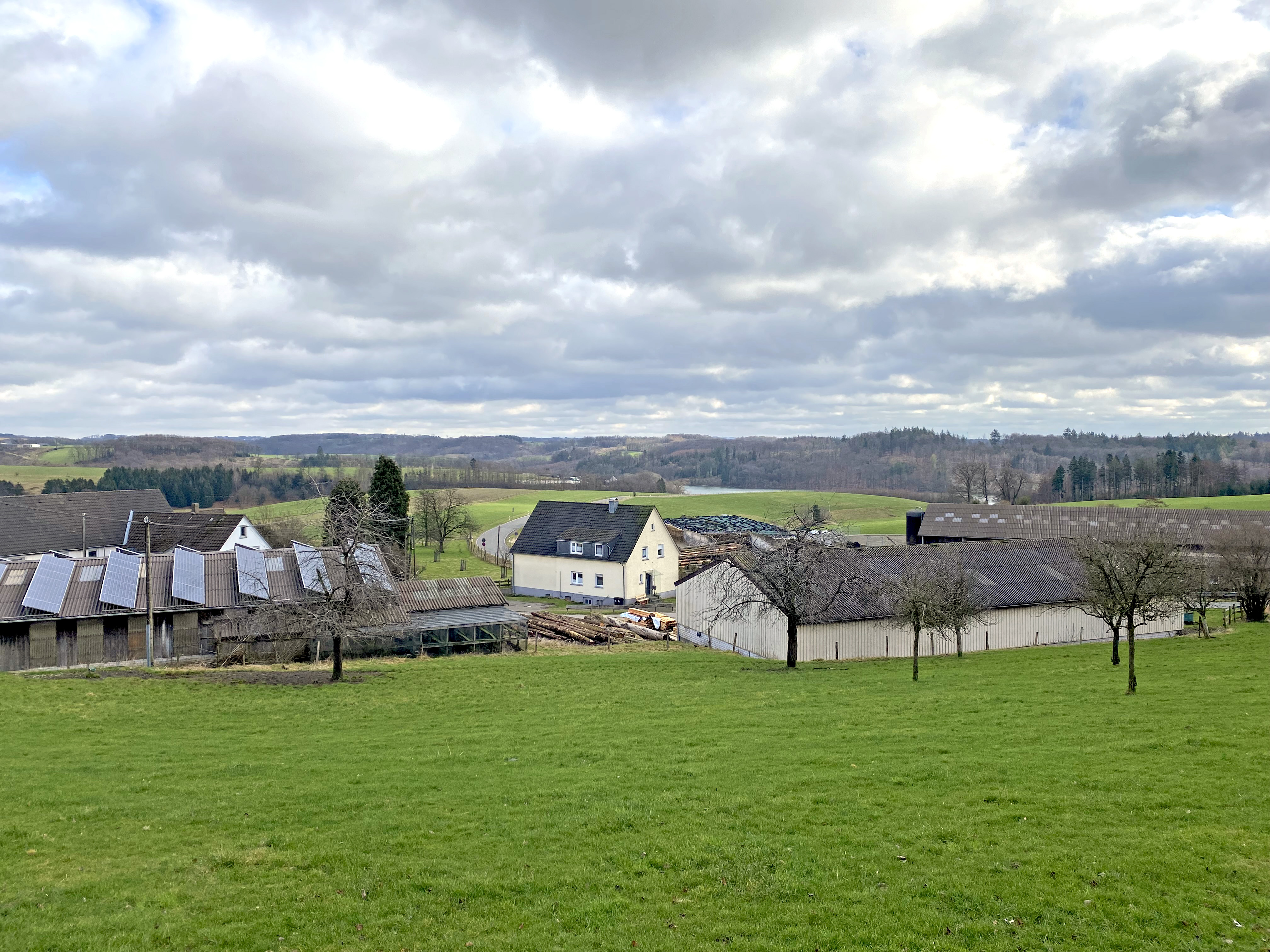
Heinhausen von Westen – von der Straße nach Stoote (Bevertalsperre)
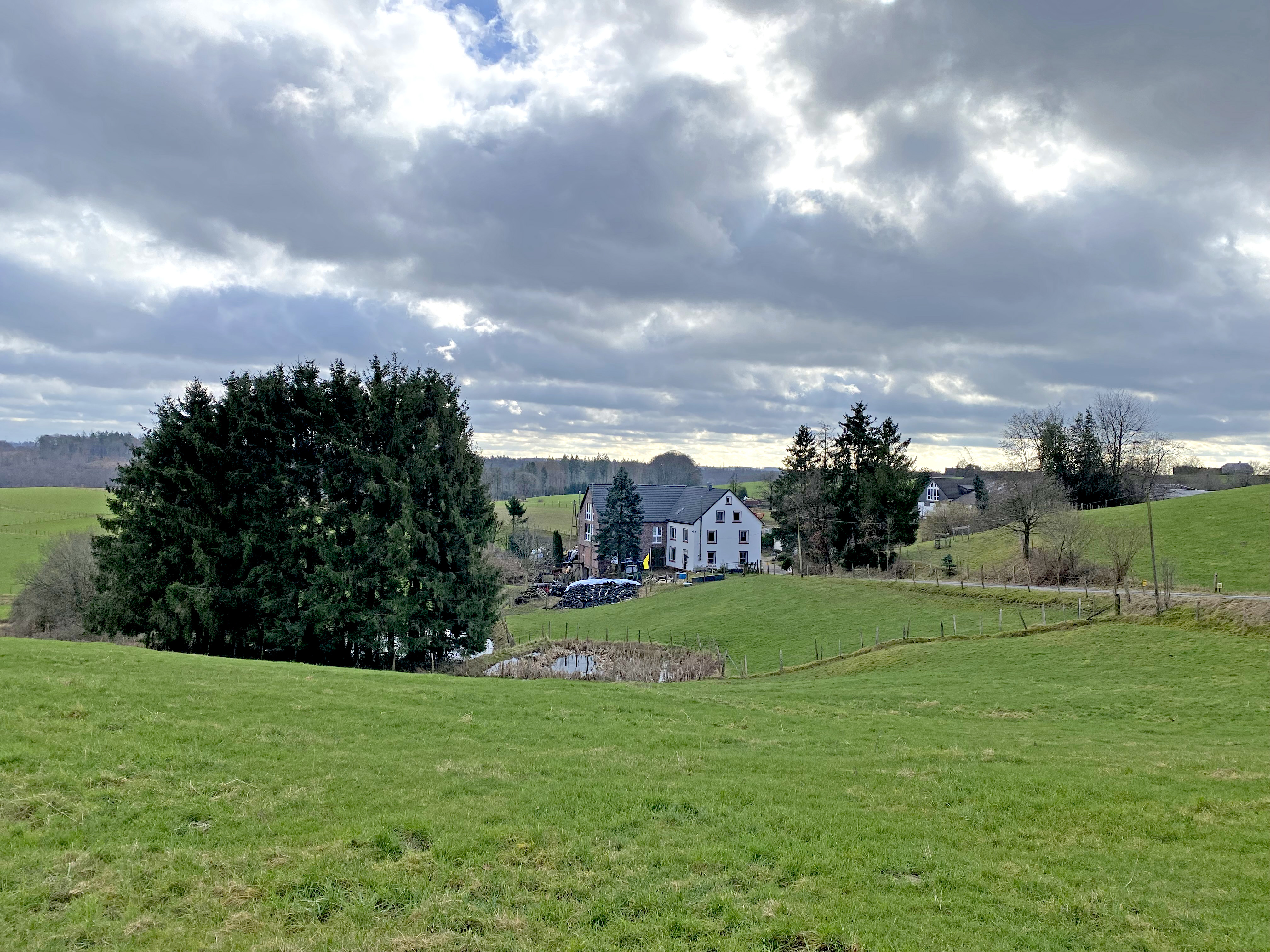
Heinhausen von Norden (von der Straße nach Niederdahlhausen)